# Varvara Radosavljević
Varvara Radosavljević, en serbio: Варвара Радосављевић, Varvara Radosavljević; (Pričević, Valjevo, entonces Reino de Yugoslavia hoy Serbia, 21 de noviembre de 1939 - Monasterio de Beočin, 19 de junio de 2024) fue una destacada monja de la Iglesia ortodoxa serbia y abadesa del Monasterio de Beočin en la Eparquía de Srem (desde el 20 de noviembre de 2019 hasta 2024).

## Biografía
La abadesa Varvara (Radosavljević) nació el 21 de noviembre de 1939 en Pričević, cerca de Valjevo, de padres piadosos y piadosos. Recibió su educación primaria en su ciudad natal. Sus hermanas biológicas son la Madre Marina y Ekaterina del Monasterio.
El camino monástico comenzó junto con su hermana Ekaterina en 1950, cuando llegaron al monasterio de Ćelije cerca de Valjevo, como novicios bajo la dirección de la abadesa Sara Đuketić. Se hizo monja en 1965 en el Monasterio de Beočin en Fruška Gora, recibiendo el nombre monástico de Varvara. Encontraron desolación, no había ventanas, ni puertas, ni siquiera un camino en el monasterio. Hoy, gracias a los esfuerzos de las abadesas Ekaterina y Varvara, el Monasterio de Beočin parece un jardín del paraíso, uno de los monasterios más ordenados de la Eparquía de Srem, donde reina la paz y el silencio y donde reside una hermandad femenina de 20 monjas.
Por decisión del obispo de Srem, Sr. Vasilij (Vadić), tras la muerte de la jefa del monasterio, la abadesa Ekaterina (Radosavljević), el 20 de noviembre de 2019, fue nombrada abadesa del monasterio de Monasterio de Beočina. He oído que ella ha estado al frente del monasterio durante 5 años y dirige todas las monjas.